# Заовине
Заовине је насеље на планини Тари, у општини Бајина Башта, у Златиборском округу. Према попису из 2022. било је 169 становника. Данас се Заовине налазе на обали Језера Заовине а „старе“ Заовине су остале на дну језера његовим настанком.
Овде се налазе црква Свете Тројице у Новој Вежањи-Заовине и црква Светог цара Лазара у Секулићу-Заовине.

## Демографија
У насељу Заовине живи 410 пунолетних становника, а просечна старост становништва износи 56,5 година (52,7 код мушкараца и 60,0 код жена). У насељу има 193 домаћинства, а просечан број чланова по домаћинству је 2,29.
Ово насеље је у потпуности насељено Србима (према попису из 2002. године).
|  |

| Демографија | Демографија | Демографија |
| Година      | Становника  | Становника  |
| ----------- | ----------- | ----------- |
| 1948.       | 1.715       |             |
| 1953.       | 1.688       |             |
| 1961.       | 1.532       |             |
| 1971.       | 1.290       |             |
| 1981.       | 1.106       |             |
| 1991.       | 649         | 648         |
| 2002.       | 442         | 442         |

| Етнички састав према попису из 2002.‍ | Етнички састав према попису из 2002.‍ | Етнички састав према попису из 2002.‍ | Етнички састав према попису из 2002.‍ | Етнички састав према попису из 2002.‍ |
| ------------------------------------ | ------------------------------------ | ------------------------------------ | ------------------------------------ | ------------------------------------ |
|                                      |                                      |                                      |                                      |                                      |
| Срби                                 | Срби                                 |                                      | 442                                  | 100,0%                               |
| непознато                            | непознато                            |                                      | 0                                    | 0,0%                                 |

| Година пописа     | 1948. | 1953. | 1961. | 1971. | 1981. | 1991. | 2002. |
| ----------------- | ----- | ----- | ----- | ----- | ----- | ----- | ----- |
| Број домаћинстава | 258   | 255   | 262   | 271   | 302   | 230   | 193   |

| Број чланова      | 1  | 2  | 3  | 4  | 5 | 6 | 7 | 8 | 9 | 10 и више | Просек |
| ----------------- | -- | -- | -- | -- | - | - | - | - | - | --------- | ------ |
| Број домаћинстава | 55 | 80 | 29 | 16 | 8 | 1 | 3 | 0 | 1 | 0         | 2,29   |

| Пол    | Укупно | Неожењен/Неудата | Ожењен/Удата | Удовац/Удовица | Разведен/Разведена | Непознато |
| ------ | ------ | ---------------- | ------------ | -------------- | ------------------ | --------- |
| Мушки  | 198    | 45               | 120          | 28             | 3                  | 2         |
| Женски | 218    | 20               | 121          | 74             | 3                  | 0         |
| УКУПНО | 416    | 65               | 241          | 102            | 6                  | 2         |

| Пол    | Укупно                    | Пољопривреда, лов и шумарство | Рибарство                            | Вађење руде и камена | Прерађивачка индустрија       |
| ------ | ------------------------- | ----------------------------- | ------------------------------------ | -------------------- | ----------------------------- |
| Мушки  | 100                       | 72                            | 0                                    | 0                    | 1                             |
| Женски | 37                        | 32                            | 0                                    | 0                    | 0                             |
| УКУПНО | 137                       | 104                           | 0                                    | 0                    | 1                             |
| Пол    | Производња и снабдевање   | Грађевинарство                | Трговина                             | Хотели и ресторани   | Саобраћај, складиштење и везе |
| Мушки  | 1                         | 3                             | 0                                    | 3                    | 1                             |
| Женски | 0                         | 1                             | 0                                    | 1                    | 0                             |
| УКУПНО | 1                         | 4                             | 0                                    | 4                    | 1                             |
| Пол    | Финансијско посредовање   | Некретнине                    | Државна управа и одбрана             | Образовање           | Здравствени и социјални рад   |
| Мушки  | 0                         | 0                             | 3                                    | 1                    | 0                             |
| Женски | 0                         | 0                             | 0                                    | 2                    | 0                             |
| УКУПНО | 0                         | 0                             | 3                                    | 3                    | 0                             |
| Пол    | Остале услужне активности | Приватна домаћинства          | Екстериторијалне организације и тела | Непознато            | Непознато                     |
| Мушки  | 14                        | 0                             | 0                                    | 1                    | 1                             |
| Женски | 0                         | 0                             | 0                                    | 1                    | 1                             |
| УКУПНО | 14                        | 0                             | 0                                    | 2                    | 2                             |